# Sarbanissa flavida
Sarbanissa flavida là một loài bướm đêm trong họ Noctuidae.